# Svenska mästerskapen i jujutsu 1999
Svenska mästerskapen i ju-jutsu 1999 avgjordes i Nacka den 18 april 1999.
Arrangerande förening var  Nacka ju-jutsuklubb. 

## Resultat
| Placering | Namn                | Klubb                               |
| --------- | ------------------- | ----------------------------------- |
| Guld      | Frida Mårtensson    | Kraftverket jujutsuakademi, Uppsala |
| Silver    | Pernilla Gunnarsson | Linköpings Budoklubb                |
| Brons     | Linda Enarsson      | Stockholms City JJK                 |

| Placering | Namn          | Klubb                               |
| --------- | ------------- | ----------------------------------- |
| Guld      | Anna Dimberg  | Kraftverket jujutsuakademi, Uppsala |
| Silver    | Anna Fransson | Umeå Budoklubb                      |
| Brons     | Annie Nyström | Hudiksvalls JJK                     |

| Placering | Namn                    | Klubb                               |
| --------- | ----------------------- | ----------------------------------- |
| Guld      | Jennie Brolin           | Kraftverket jujutsuakademi, Uppsala |
| Silver    | Åsa Ulfsdotter-Kjellman | Linköpings Budoklubb                |

| Placering | Namn          | Klubb          |
| --------- | ------------- | -------------- |
| Guld      | Ashkan Puoya  | Stockholms JJD |
| Silver    | Jonas Rosell  | Gävle JJ       |
| Brons     | Alf Widerberg | Lunds JJF      |

| Placering | Namn             | Klubb            |
| --------- | ---------------- | ---------------- |
| Guld      | Ralf Carneborn   | Nacka JJK        |
| Silver    | Raymond Matocka  | Kalmar Budoklubb |
| Brons     | Martin Söderberg | Lunds JJF        |

| Placering | Namn            | Klubb                |
| --------- | --------------- | -------------------- |
| Guld      | Christer Öqvist | Umeå Budoklubb       |
| Silver    | Jacob Eriksson  | BK Hiyama, Varberg   |
| Brons     | Jonny Nilsson   | Linköpings Budoklubb |

| Placering | Namn             | Klubb                               |
| --------- | ---------------- | ----------------------------------- |
| Guld      | Ricard Carneborn | Nacka JJK                           |
| Silver    | Joen Holmström   | Södertälje JJK                      |
| Brons     | Mikael Mattsson  | Kraftverket Jujutsuakademi, Uppsala |

| Placering | Namn           | Klubb                |
| --------- | -------------- | -------------------- |
| Guld      | Henrik Lidberg | BK Hiyama, Varberg   |
| Silver    | Mikael Smith   | Linköpings Budoklubb |
| Brons     | Hugo Krakau    | Kalmar Budoklubb     |

| Placering | Namn            | Klubb          |
| --------- | --------------- | -------------- |
| Guld      | Sascha Petrovic | Stockholms JJD |
| Silver    | Daniel Taxén    | Nacka JJK      |

| Placering | Namn                            | Klubb                  |
| --------- | ------------------------------- | ---------------------- |
| Guld      | Isabelle Sarfati / Karen Pacull | Högdalens Budoklubb    |
| Silver    | J Åkesson / L Edfeldt           | Stockholmspolisens JJK |

| Placering | Namn                                 | Klubb                   |
| --------- | ------------------------------------ | ----------------------- |
| Guld      | Kjell Bornemo / Kenneth Linnarkrantz | Linköpings Budoklubb    |
| Silver    | Björn Hallstig / Thomas Strandberg   | Umeå Budoklubb          |
| Brons     | Anders Wirén / Per Nilsson           | Borlänge JJK / Mora JJK |

| Placering | Namn                             | Klubb               |
| --------- | -------------------------------- | ------------------- |
| Guld      | Isabelle Sarfati / Patrik Thorén | Högdalens Budoklubb |
| Silver    | Josefin Färlin / Johan Carlström | Hudiksvalls JJK     |
| Brons     | Ulrika Fyrhake / Thomas Åström   | Högdalens Budoklubb |